# Pappenheim (Bavière)
Pour les articles homonymes, voir Pappenheim.
Pappenheim est une ville de Bavière (Allemagne), située dans l'arrondissement de Weißenburg-Gunzenhausen, dans le district de Moyenne-Franconie.

## Géographie
Pappenheim est situé dans l'arrondissement de Weißenburg-Gunzenhausen et limites ouest à l'arrondissement d'Eichstätt. Les villes voisines sont Langenaltheim, Raitenbuch, Schernfeld, Solnhofen, Treuchtlingen et Weißenburg in Bayern.

### Structure
Pappenheim est divisée en 14 parties :
| - Bieswang - Flemmühle - Geislohe - Göhren - Grafenmühle - Mittelmarterhof - Neudorf | - Niederpappenheim - Ochsenhart - Osterdorf - Papiermühle - Pappenheim - Übermatzhofen - Zimmern |

## Jumelage
- Coussac-Bonneval (France)